# Dieb13
Dieb13 (eigentlich Dieter Kovačič; * 1973 in Graz) ist ein österreichischer Improvisationsmusiker im Bereich Turntablism. Weitere Künstlernamen von ihm sind: Takeshi Fumimoto und Echelon.
Seit Ende der 1980er Jahre experimentiert Kovačič mit Abspielgeräten für Audiokassetten, Schallplatten, CDs und Harddiscs sowie deren Tonträgern. Im Duo trat er mit Billy Roisz, eRikm, Phil Minton, Martin Siewert und Burkhard Stangl auf sowie mit den Gruppen the klingt.orgestra, Swedish Azz und der John Butcher Group. Er kollaboriert regelmäßig mit Mats Gustafsson. Zu hören ist er u. a. auch auf John Butchers Album Fluid Fixations (2024).
Er entwickelte den Open-Source-Loopplayer kluppe.

## Diskografische Hinweise
Solo
- Contemplations On The Congnitive Loudness Of The 4th Reich'n'Roll, 10" einzeln geschnittenes Vinyl (GOD 2019)
- trick17 (12"-Vinyl, Corvo 2013)
- t-series (13 LPs, 2013)
- u-series 2008 (mehrere 7"-Vinyle, 2008)
- Dieb13 vs. Takeshi Fumimoto (12"-Vinyl, Mego 2005)
- Restructuring (Charhizma, 2000)

Kollaborationen
- Jardin Des Bruits mit Burkhard Stangl  (Mikroton Recordings 2019)
- Scuba mit Angélica Castelló, Billy Roisz und Burkhard Stangl (Mikroton Recordings 2014)
- (fake) the facts mit Martin Siewert und Mats Gustafsson (editions mego 2011)
- Jazz på Svenska mit Swedish Azz (Not Two Records 2010)
- Somethingtobesaid mit John Butcher Group (2009)
- (c)haos (ɔ)lub mit eRikm (Erstwhile 2007)
- Condenser mit Tomas Korber und erikM (Absurd 2005)
- Zirkadia mit Tomas Korber und Jason Kahn (1.8 Sec Records 2005)
- Eh mit Burkhard Stangl (Erstwhile 2002)
- Streaming mit Günter Müller und Jason Kahn (For4ears 2002)
- just in case you are bored. so are we. mit Martin Siewert und Pure (Doc 2002)
- grain mit efzeg (durian 2000)
- Mats Gustafsson & NU Ensemble: Hidros 8: Heal (2022)

Kompilationen
- Klingt.org: 10 Jahre Bessere Farben (Mikroton Recordings 2009)
- Turntable Solos (Amoebic 1999)